# 融资租赁
融资租赁是租賃的一種形式，一般來說，出租人從供貨商購買貨物，承租人向出租人支付租金來租借貨物，等租赁到期後，承租人可以買斷貨物，貨物所有權則從出租人轉移到承租人手中。融資租賃基本上是由出租人與供貨商、出租人與承租人簽署兩份合同。主要發起方為承租人。而一般的租賃情況下，租賃期限到期後，承租人必須將貨物歸還給出租人，且僅需承租人與出租人簽署合同即可，無需供貨商參與。融资租赁始於于20世纪50年代的美国。   

## 另見
- 再融资
- 分期付款